# Sant Vicenç dels Horts (kommunhuvudort)
Sant Vicenç dels Horts är en kommunhuvudort i Spanien.   Den ligger i provinsen Província de Barcelona och regionen Katalonien, i den östra delen av landet, 500 km öster om huvudstaden Madrid. Sant Vicenç dels Horts ligger 61 meter över havet och antalet invånare är 27 701.
Terrängen runt Sant Vicenç dels Horts är kuperad västerut, men österut är den platt. Runt Sant Vicenç dels Horts är det mycket tätbefolkat, med 6 019 invånare per kvadratkilometer. Närmaste större samhälle är Barcelona, 12,7 km öster om Sant Vicenç dels Horts. Runt Sant Vicenç dels Horts är det i huvudsak tätbebyggt.